# NGC 6898
NGC 6898 (другие обозначения — PGC 64517, MCG -2-52-2, IRAS20183-1231) — спиральная галактика (Sa) в созвездии Козерог.
Этот объект входит в число перечисленных в оригинальной редакции «Нового общего каталога».